# Рождённый побеждать (фильм, 2010)
«Рождённый побежда́ть» (англ. Born to Raise Hell, букв. — рождённый для заварух) — американский боевик режиссёра Лауро Чартрэнда. Фильм вышел сразу на видео в Великобритании 18 октября 2010 года, в США — 19 апреля 2011 года.

## Сюжет
Бобби (Стивен Сигал), опытный секретный агент «Интерпола» получает задание — отследить цепочки поставок контрабандных наркотиков и оружия из балканских стран в Западную Европу. Один из напарников Бобби, внедрённый в преступную группировку и осуществлявший слежку за бандитами, погибает в перестрелке. Теперь Бобби должен отомстить гангстерам за гибель своего товарища и разгромить их преступную организацию.

## В ролях
| Актёр             | Роль        |
| ----------------- | ----------- |
| Стивен Сигал      | Бобби       |
| Дэррен Шахлави    | Костел      |
| Клаудиу Блеонц    | Сорин       |
| Дан Бадарау       | Дмитрий     |
| Д. Нил Марк       | Стив        |
| Джордж Ремис      | Ронни       |
| Мадалина Мариеску | Тэми        |
| Кэйлин Пуйа       | Кристиан    |
| Штефан Янку       | сын Дмитрия |

## Рецензии и критика
Фильм получил негативные отзывы и низкие оценки критиков. Ян Джейн из «DVD Talk» поставила оценку 3 из 5, отметив, что «Рождённый побеждать» не привносит в фильмографию Сигала ничего нового, но отдельные сцены представляют интерес. Рой Хрэб из «DVD Verdict» писал, что фильм не предлагает зрителю чего-то интересного. Джеймс Деннис из «Twitch Films» написал негативную рецензию на фильм.